# John Sheppard
Podplukovník John Sheppard je fiktivní postava důstojníka Letectva Spojených států v televizním seriálu Stargate Atlantis, ztvárněná Joe Flaniganem. Do mise Dr. Elizabeth Weirové na Atlantidu se dostal náhodně, když jako pilot generála O'Neilla na základně Antiků v Antarktidě zjistil, že má antický gen a dovede tak ovládat a kontrolovat antická zařízení. Krátce po příchodu na Atlantidu se stane vojenským velitelem. Vede vlastní tým vydávající se na jiné planety, v němž je Rodney McKay, Ronon Dex, Teyla Emmagan a do třetí série i doktor Carson Beckett.

## John Sheppard
John je postava, kterou hraje Joe Flanigan. Jeden z nejdůležitějších lidí na Atlantis.
V průběhu seriálu se dostane mnohokrát do střetu s jinými rasami a živočichy. Málem zemře, když se mu na krk přisaje eratuský brouk. Po napadení wraithskou dívkou se sám začne proměňovat ve wraitha. Jeho velký nepřítel je bývalý Geniiský velitel Kolya. V jedné epizodě je jím nalákán do pasti a vzat jako rukojmí. Kolya poté požaduje od Weirové puddle jumpery, jinak se na Sheppardovi bude krmit Wraith. Sheppard se však nakonec s Wraithem domluví a oba utečou. Když jsou skoro dopadeni Geniiskými vojáky, vezme Wraith Sheppardovi poslední zbytky jeho životní síly, aby vojáky přemohl. Poté mu tzv. „darem života“ vrátil jako jeho životní sílu, tak i mládí. Používá pistoli Colt M1911A1 .45.
Je velkým vzorem pro své kolegy z týmu a jedním z jeho nejlepších přátel je Rodney McKay. V jedné epizodě měl milostný vztah s Antičkou, za což mu pak McKay někdy říká kapitáne Kirku.

## Příběh
John Sheppard se připojil k expedici do Atlantis náhodou. Je to vynikající pilot a ze základny McMurdo letěl s generálem O´Neillem, který si ho vybral jako pilota, jenž ho měl dopravit na základnu v Antarktidě, kde před nedávnem objevili základnu Antiků. Shodou náhod ale major zjistil, že vlastní ATA gen (Ancient Technology Activation Gene), který mu umožňuje ovládat antickou technologii. A to natolik dobře, že ji nejen umí aktivovat, ale také kontrolovat a ovládat.
Je mu proto nabídnuta účast na expedici do města Antiků-Atlantis, jehož adresu objevil Daniel Jackson a které leží hluboko v galaxii Pegasus.
Brzy po příchodu do Pegasu se ovšem stává nechtěným vojenským velitelem, když je plukovník Sumner, který pozici původně zastával, Sheppardem zabit. Na Sumerovi se totiž živila Wraithská královna a Sheppard Sumnera zastřelil, když viděl, že si to Sumner sám přeje. A protože je expedice od Země odříznutá, nezbývá nic jiného, než aby Sheppard jeho pozici zaujal. Později se ukáže, že jeho nadřízení z toho moc nadšení nebyli, protože Sheppard má skvrnu v záznamech. Kdysi při jedné akci odmítl poslechnout rozkaz, když odmítl opustit své dva kolegy v Afghánistánu, a chtěl je zachránit.
Během začátků expedice se ale jeho problémy s autoritami projevily, když se často neshodl s doktorkou Weirovou, velící expedice. Když bylo město napadeno nanovirem, přímo ignoroval její přímý rozkaz. Později si ale své rozpory vyříkali a John se stal doktorce velkou oporou.
Díky její podpoře dokonce při znovu navázání kontaktu se Zemí prosadila, aby dál zůstal vojenským velitelem a navíc mu vynutila i povýšení na podplukovníka.
Při své službě v jiné galaxii se mu nevyhnuly problémy v podobě přisátí mimozemského brouka k jeho krku, což mu v budoucnosti způsobilo další potíže, když se po střetu s Wraithskou dívkou Eliou sám začal v něco podobného broukovi měnit. Doktor Beckett naštěstí našel léčbu, ale u Shepparda tyto události způsobily přirozenou averzi k těmto stvořením.
Má i smrtelného nepřítele v podobě bývalého Geniiského velitele, Kolyi, jenž se nejprve pokusil převzít násilím město. Kolya, který se stal nevítaným i mezi svými lidmi, Sheppardův tým o dva roky později překvapil na jedné planetě, kde Johna unesl a chtěl ho použít jako rukojmí při prosazování svých požadavků směrem k současnému vůdci Genii, Ladonu Radimovi. Sheppard opravdu zkusil, když Kolyovy přesvědčovací prostředky sestávaly z dost nepříjemného živení Wraitha na samotném Sheppardovi. Ten samý Wraith ale pomohl plukovníkovi utéct a později mu dokonce tzv. „darem života“ znovu vrátil jeho sílu a věk, asi po roce tomuto Wraithovi podplukovník Sheppard dal jméno „Todd“.
Sheppard má na Atlantis autoritu a velké slovo, protože často dokáže přesvědčit i doktorku Weirovou. To se mu povedlo i v případě nového člena svého týmu, Ronona Dexe, který se k nim připojil po útěku poručíka Forda, předávkovaného Wraithským enzymem.
Ronon Dex ho velmi respektuje a je mu i hodně vděčný za záchranu života. Sheppard má dále překvapivého nejlepšího přítele v podobě doktora Rodneyho McKaye, s nímž se nejednou dostal do maléru.